# 聖埃倫娜省
聖埃倫娜省（西班牙語：Provincia de Santa Elena），是厄瓜多爾西部的一個省，臨太平洋。面積3,763平方公里，2001年人口238,889人。首府聖埃倫娜。
2007年11月7日自瓜亞斯省分出。下分三市。
1. ↑  Citypopulation.de Population and area of Santa Elena Province
2. ↑  Villalba, Juan. . Scribd.   [2019-02-05] （西班牙语）.